# Heredity (film, 1912)

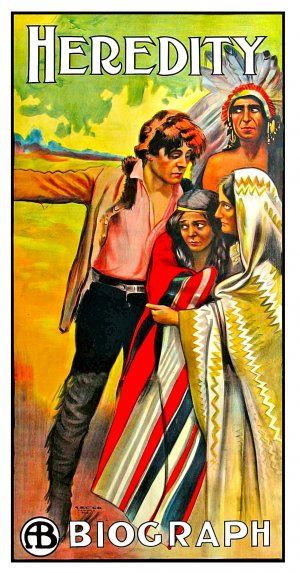
Affiche du film Heredity (1912)

Heredity est un film muet américain réalisé par David Wark Griffith et sorti en 1912.

## Fiche technique
- Titre : Heredity
- Réalisation : David Wark Griffith
- Scénario : George Hennessy
- Chef opérateur : G. W. Bitzer
- Genre : Film dramatique
- Durée : 17 minutes
- Production : Biograph Company
- Distribution : General Film Company
- Dates de sortie :
  - États-Unis : 4 novembre 1912

## Distribution
- Harry Carey : le père du rénégat blanc
- Madge Kirby : la mère indienne
- Jack Pickford : le rénégat blanc
- Walter P. Lewis : le chef indien
- Kate Bruce : la femme indienne
- Alfred Paget : l'indien bûcheron
- W. C. Robinson : un indien
- Lionel Barrymore : un bûcheron
- Christy Cabanne : un indien
- Robert Harron : un indien
- George Nichols
- Hector Sarno : un indien
- Marion Sunshine
- Kate Toncray